# Operação Turquoise

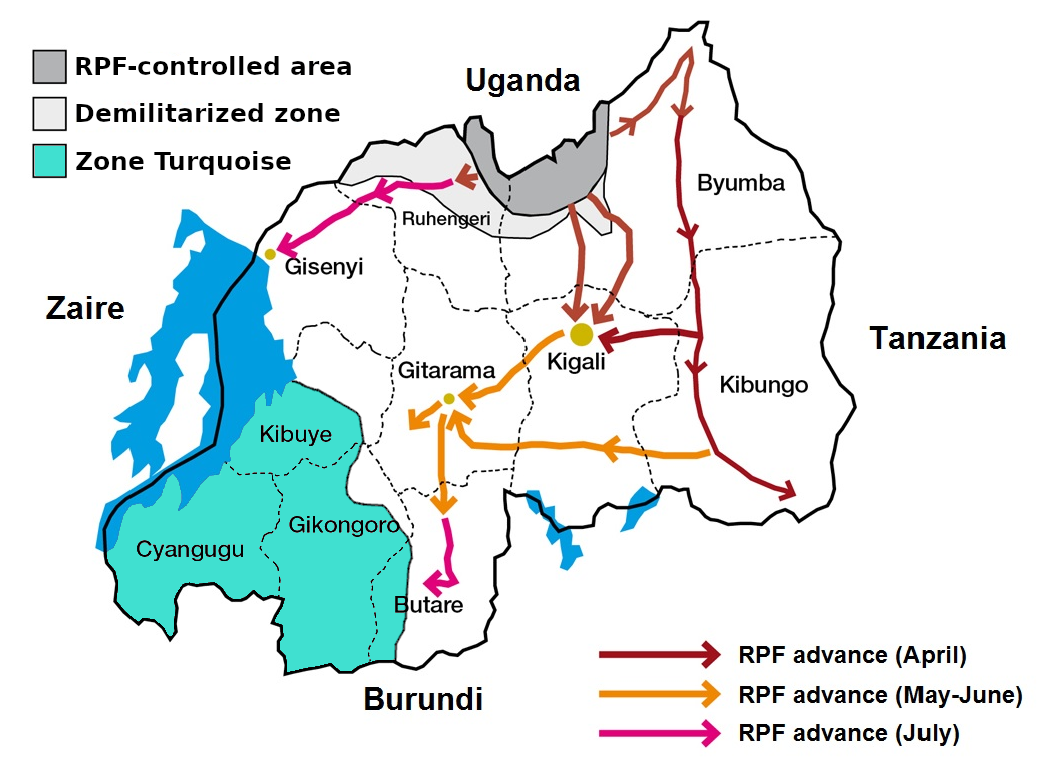
Mapa mostrando o avanço da Frente Patriótica de Ruanda (FPR) durante o genocídio e a localização da Zona Turquesa.

Operação Turquoise ou Operação Turquesa (em francês:  Opération Turquoise) foi uma operação militar liderada pela França em Ruanda em 1994 sob o mandato das Nações Unidas. A força "multilateral" consistia em 2.500 soldados, sendo 32 do Senegal e o restante da França.  O equipamento incluiu 100 veículos blindados de transporte de pessoal, 10 helicópteros, uma bateria de morteiros de 120 mm, 4 caças Jaguar, 8 caças Mirage e aeronaves de reconhecimento. Os helicópteros deixaram uma trilha de comida, água e remédios, permitindo que os refugiados escapassem para o leste do Zaire. A Operação Turquoise é polêmica por dois motivos: acusações de que foi uma tentativa de sustentar o regime genocida hutu e que seu mandato enfraqueceu a UNAMIR.
As acusações levantadas contra o exército francês durante a Operação Turquesa são de "cumplicidade de genocídio e / ou cumplicidade de crimes contra a humanidade". As vítimas alegam que os soldados franceses ajudaram as milícias Interahamwe a encontrar suas vítimas e que os próprios franceses cometeram atrocidades.  O ex-embaixador de Ruanda na França e co-fundador da Frente Patriótica de Ruanda (FPR) Jacques Bihozagara testemunhou: "A Operação Turquesa visava apenas proteger os perpetradores do genocídio, porque o genocídio continuou mesmo dentro da zona da Turquesa." A França sempre negou qualquer papel no massacre.